# Familia Manning

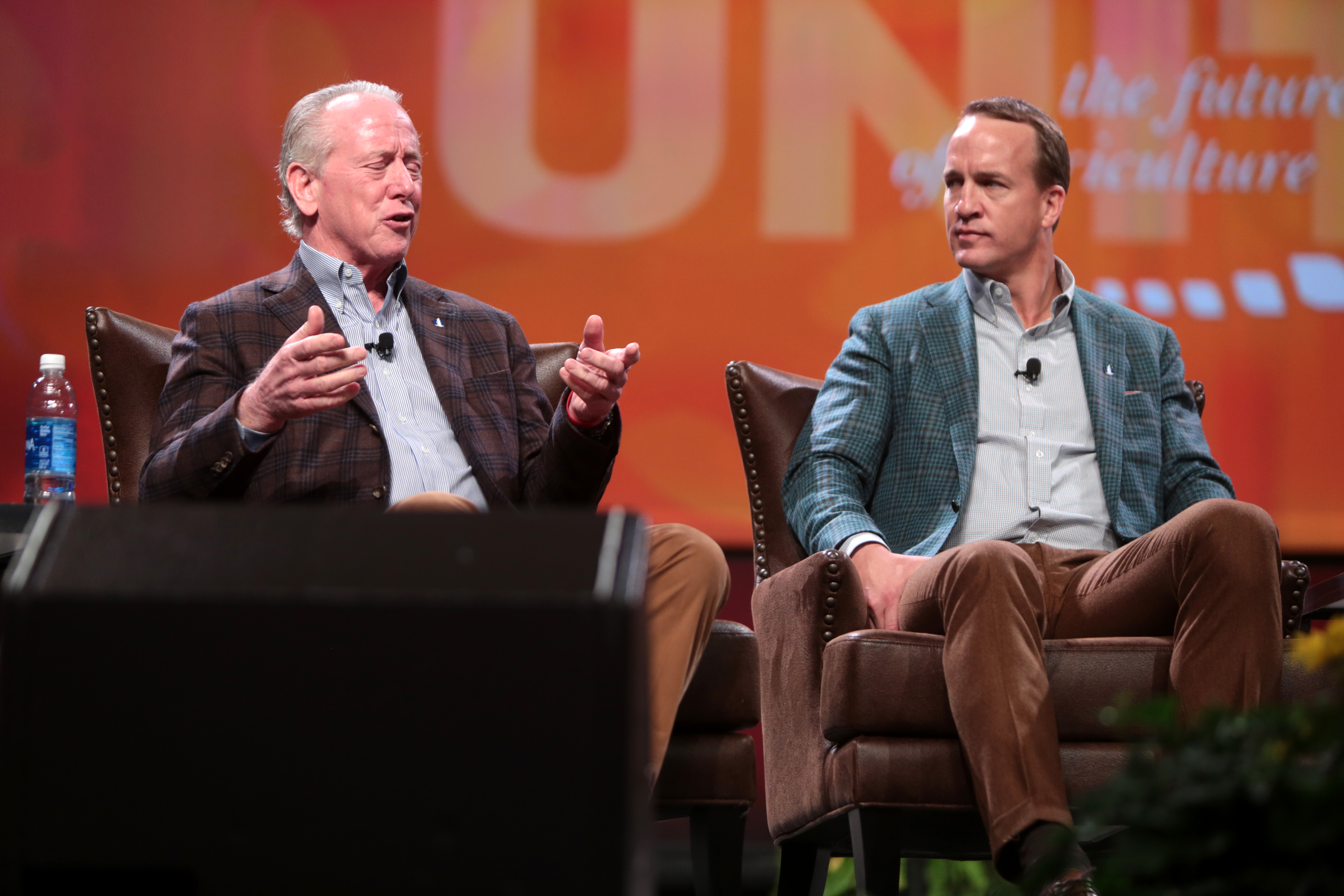
Archie Manning y su hijo Peyton

Los Manning son una familia estadounidense que ha ganado fama debido a que varios de sus integrantes se han dedicado profesionalmente al fútbol americano, sobre todo en la posición de quarterback. Son considerados una dinastía dentro del deporte. El primer Manning en jugar en la Liga Nacional de Fútbol Americano (NFL) fue Archie Manning, de Misisipi. Este pasó la mayor parte de su carrera jugando para los New Orleans Saints, en Nueva Orleans, Luisiana. Desde entonces, toda la familia reside en Luisiana.
Tres miembros de la familia Manning (Archie, Peyton y Eli) han tenido grandes carreras tanto universitarias, jugando para la Asociación Nacional Atlética Universitaria (NCAA), específicamente en la Conferencia Sureste (SEC), y profesionalmente, jugando en la NFL.
Los premios conseguidos por los Manning incluyen dos entradas al Salón de la Fama del Fútbol Americano Universitario, tres premios al Jugador del Año de la Conferencia Sureste, 20 selecciones para la Pro Bowl, siete elecciones al primer equipo All-Pro, cinco premios MVP de la Temporada de la NFL, seis partidos en la Super Bowl, cinco premios ESPY y una entrada en el Salón de la Fama del Fútbol Americano Profesional. Tras sus respectivas retiradas, dos de ellos decidieron dedicarse a la retransimisión deportiva, ganando cuatro premios Emmy deportivos.
Arch Manning, nieto de Archie, hijo de Cooper Manning y sobrino de Peyton y Eli, se convirtió en la tercera generación de Manning en jugar como quarterback en la SEC. Juega para los Texas Longhorns y su primer partido fue en 2024. Esta fue la primera temporada de los Longhorns en la Conferencia Sureste tras cambiarse de la Conferencia Centro-Oeste, o Big XII. 

## Historia

### Primera generación
- Archie jugó a nivel universitario para los Ole Miss, en Misisipi. Ya en la NFL, fue jugador de los New Orleans Saints, los Houston Oilers (actualmente conocidos como los Tennessee Titans) y los Minnesota Vikings. Fue seleccionado dos veces para jugar la Pro Bowl, fue miembro del equipo All-American y fue incluido en el Salón de la Fama del Fútbol Americano Universitario.[4]

### Segunda generación
Los tres hijos de Archie han jugado al fútbol americano en distintos niveles. 

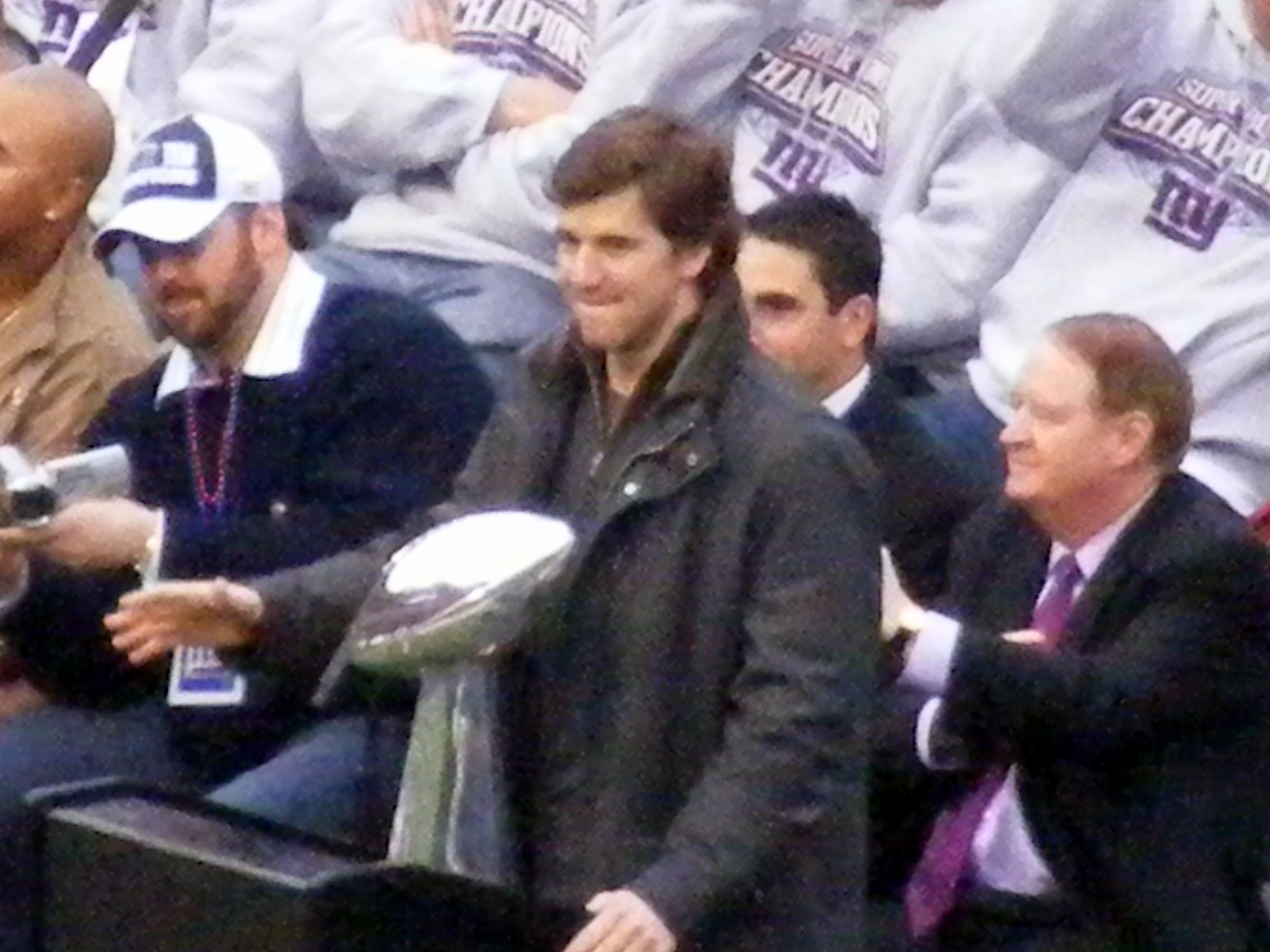
Eli Manning de pie detrás del Trofeo Vince Lombardi, dando un discurso en el mitin de celebración de la victoria de los Giants en la Super Bowl XLII.

- Cooper Manning jugó al fútbol americano en el instituto en la posición de wide receiver. Se comprometió a jugar para los Ole Miss al igual que su padre, pero se vio obligado a abandonar el deporte tras ser diagnósticado estenosis espinal mientras estaba en el instituto.[5]
- Peyton Manning jugó a nivel universitario en Tennessee, donde fue el All-American por consenso. En la NFL jugó para los Indianapolis Colts y para los Denver Broncos, consiguiendo llegar y ganar la Super Bowl con los dos equipos. Peyton ha sido cinco veces MVP de la Temporada de la NFL, 14 veces seleccionado para el Pro Bowl, miembro del Salón de la Fama del Fútbol Americano Universitario y Profesional, y tiene cinco premios ESPY.[6]
- Eli Manning jugó a nivel universitario para los Ole Miss. Profesionalmente, jugó para los New York Giants, ganango dos Super Bowls y dos títulos de MVP de la Super Bowl. Fue seleccionado cuatro veces para el Pro Bowl.[7]

### Tercera generación

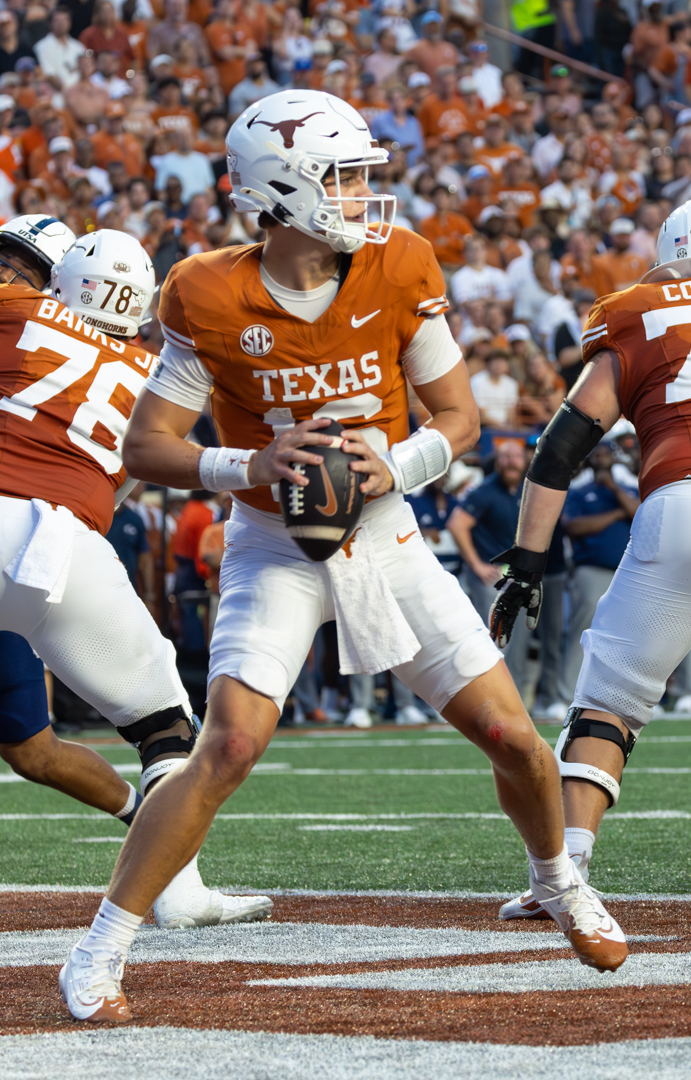
Arch Manning es la tercera generación de la familia Manning en jugar como quarterback en la SEC como miembro de los Texas Longhorns.

- Arch, el hijo mayor de Cooper, es el quarterback de los Texas Longhorns. Tras jugar brevemente en su primer año, 2023, debutó en 2024 tras un año como reserva. Esta primera temporada también fue la primera del equipo como parte de la SEC tras cambiarse desde el Big XII. De este modo, comenzó la tercera generación de Manning como quarterbacks en la SEC.[8]

## LosManning Bowl
Peyton y Eli Manning se enfrentaron tres veces en la temporada regular en toda su carrera. Estos encuentros fueron llamados los Manning Bowl. Los equipos para los que jugó Peyton, los Colts y los Broncos, ganaron todos las veces que se enfrentaron al equipo de Eli, los Giants. 
El primer Manning Bowl fue el 10 de diciembre de 2006. Los Colts de Peyton ganaron a los Giants de Eli 26-21. El segundo Manning Bowl fue el 19 de septiembre de 2010. Los Colts de Peyton volvierona  ganar a los Giants, esta vez 38-14. Finalmente, el tercer y último Manning Bowl se celebró el 15 de septiembre de 2013. Los Broncos, equipo de Peyton, ganaron a los Giants 41-23. En dos Pro Bowls, la de 2009 y la de 2013, se volvieron a encontrar, pero esta vez ambos ganaron al jugar para la NFC. Nunca se llegaron a enfrentar en los playoffs, pues jugaban en distintas conferencias y nunca lograron llegar a la Super Bowl a la vez.